# Черняхівська культура

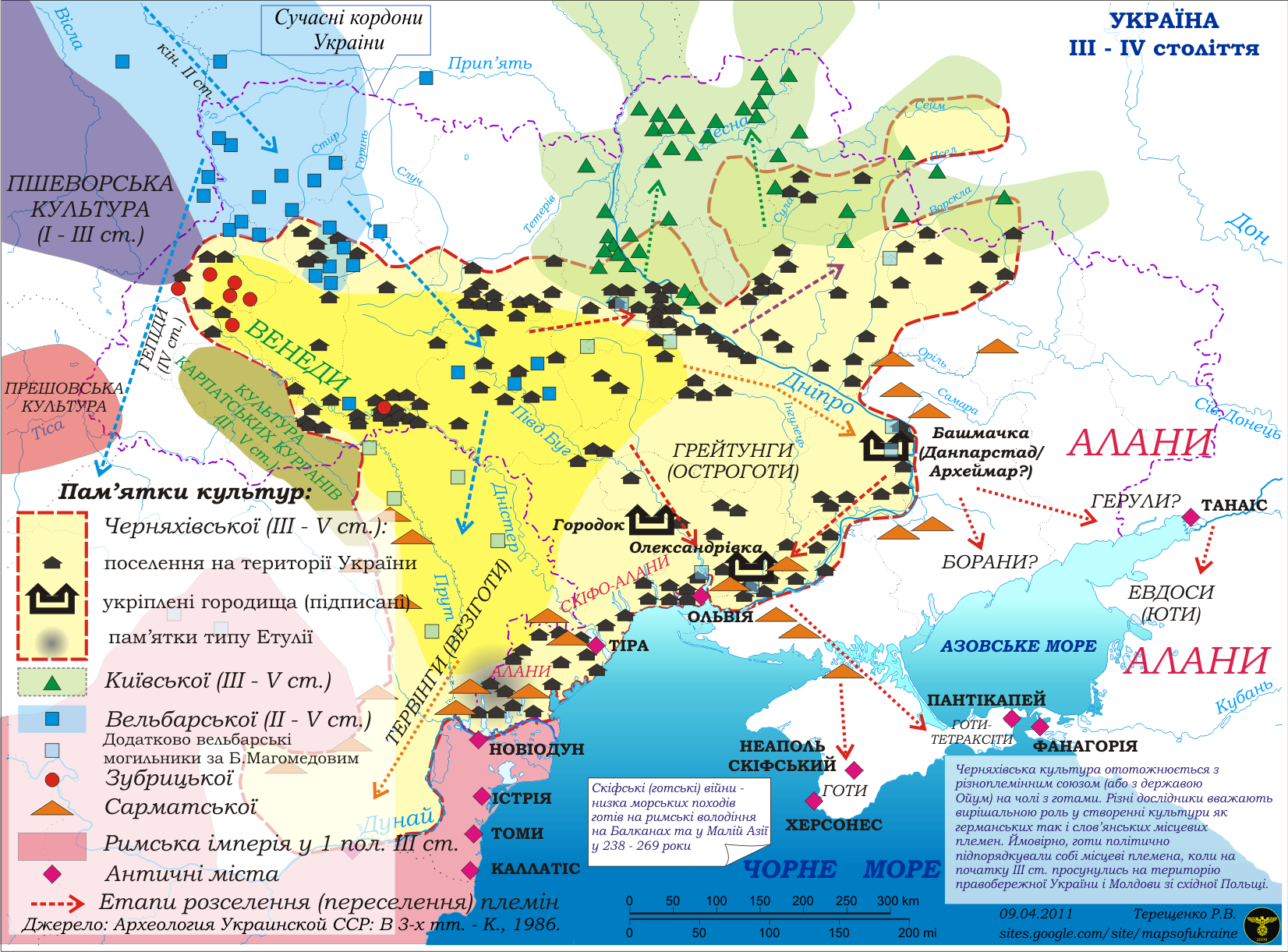
Стан на 300 рік

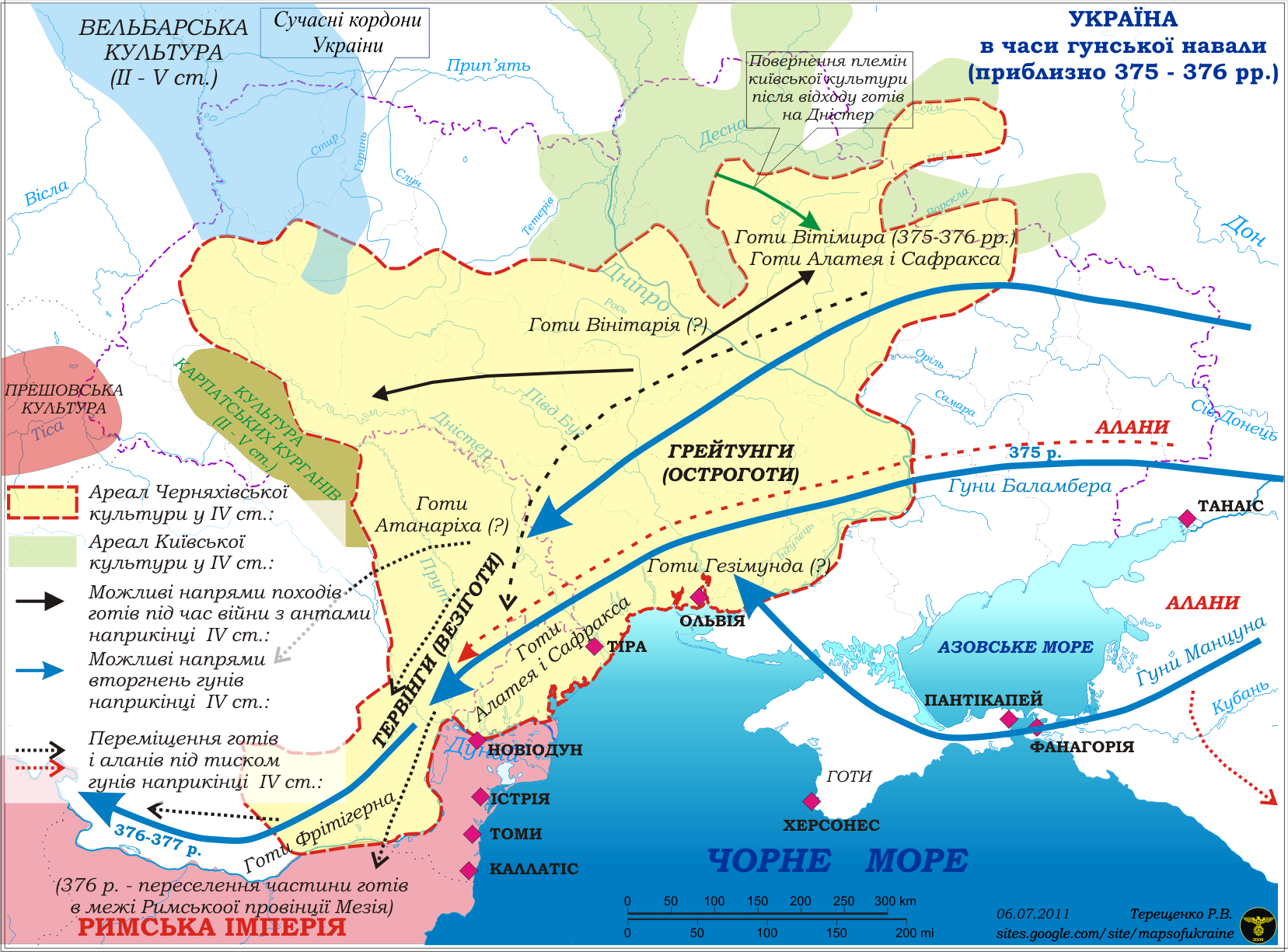
Стан на 375 рік

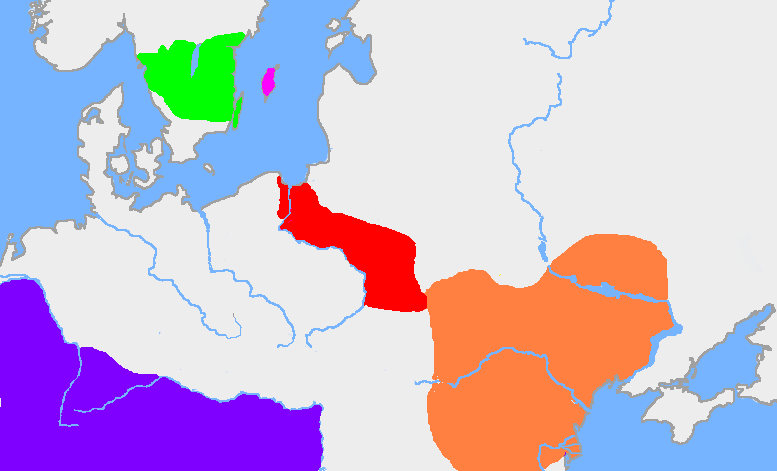
Східна Європа III-IV
Черняхівська культура
острів Ґотланд
землі Геталанда
Римська імперія
Вельбарська культура (III століття)
водні простори

Черняхі́вська культу́ра, у найпізніших публікаціях — культура Черняхів-Синтана-де-Муреш — археологічна культура, яка існувала в 230/250–420/450 роках нашої ери. Поширена на території лісостепової України між Сіверським Донцем на сході та Дністром, Прутом і вздовж Бугу на заході, а також на південному сході Польщі, у Чехії, Словаччині, Угорщині, Румунії, Болгарії. Деякі історики (зокрема, Пауль Райнеке) пов'язують її із державою готів (Оюм). Окремі археологи співвідносять її з племенами готів, описаних істориком Йорданом, деякі сучасні українські антропологи зауважують ідентичність з полянами.

## Опис

Схема культур та їхніх зв'язків з утворенням слов'янських народів

Перші старожитності черняхівської культури були відкриті для науки практично одночасно у різних країнах. У 1899 р. та 1901 р. у селі Ромашки, та у 1900 р. у селі Черняхів Київської губернії Вікентій Хвойка провів розкопки «полів поховань», друге з яких і дало назву типу пам'яток. У 1898—1899 рр. польський археолог К. Гадачек розкопав поселення Неслухів у верхів'ях Західного Бугу. Невдовзі, у 1903 р., І. Ковач дослідив могильник Марошсентана (сучасна назва Синтана-де-Муреш) у Трансильванії.

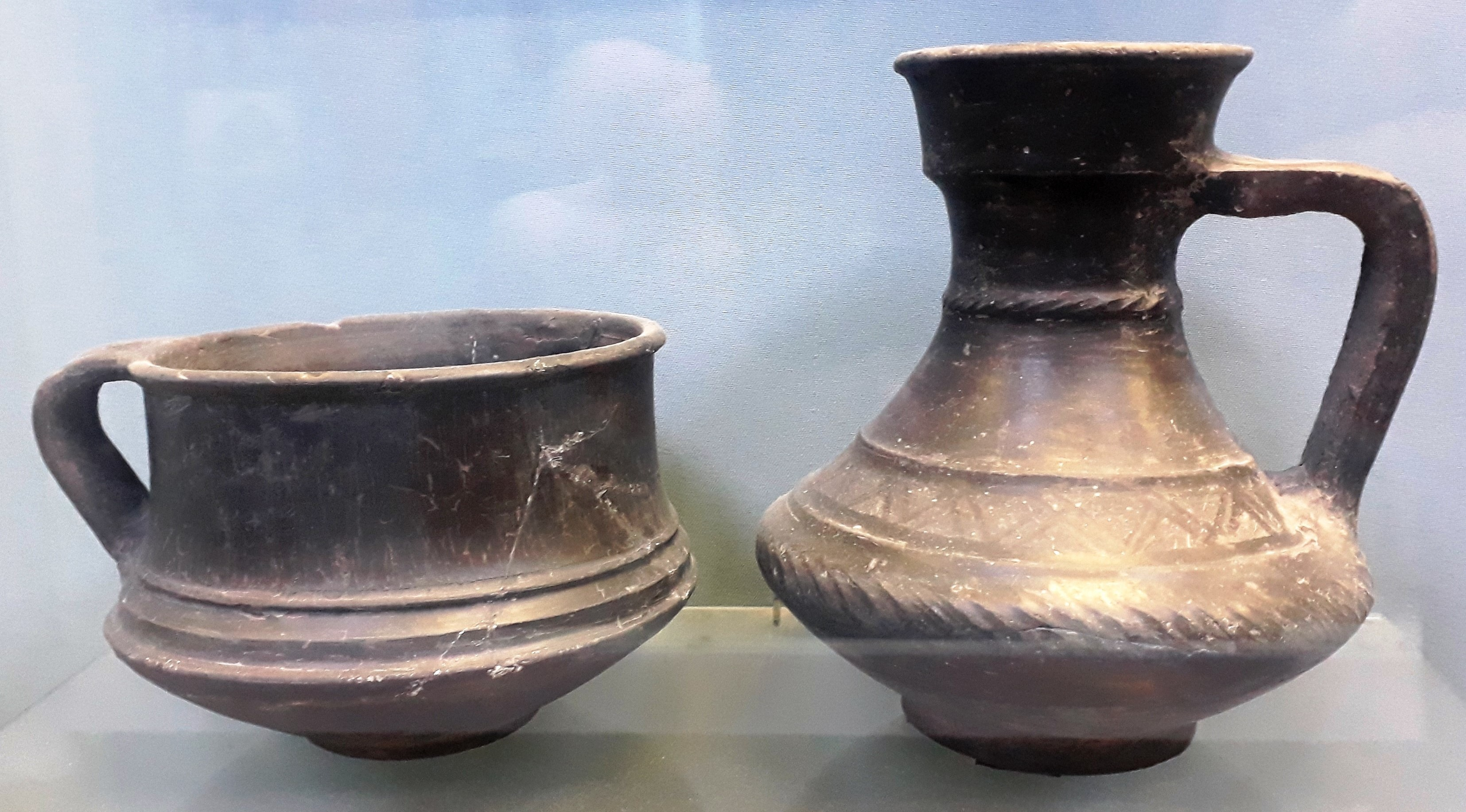
Керамічний посуд, знайдений у Черняхові (Національний музей історії України)

Пам'ятки черняхівської культури — безкурганні могильники (поля поховань) та поселення. Осілі хліборобо-скотарські племена черняхівської культури жили у великих неукріплених поселеннях.
Виявлено лише три укріплені городища черняхівської культури: одне у Надпоріжжі у Дніпропетровській області над Дніпровими порогами на правобережжі Дніпра Башмацьке городище та два — у Миколаївській області Городок, Олександрівське городище.
Населення займалося також різними ремеслами, було розвинене бронзоливарство, залізообробка, ювелірство та гончарство. Посуд вироблявся переважно на гончарському колі. Була розвинена торгівля з римськими колоніями, звідки імпортувалися амфори, скляні кубки, глиняний посуд; у торговельних операціях вживалися римські монети.

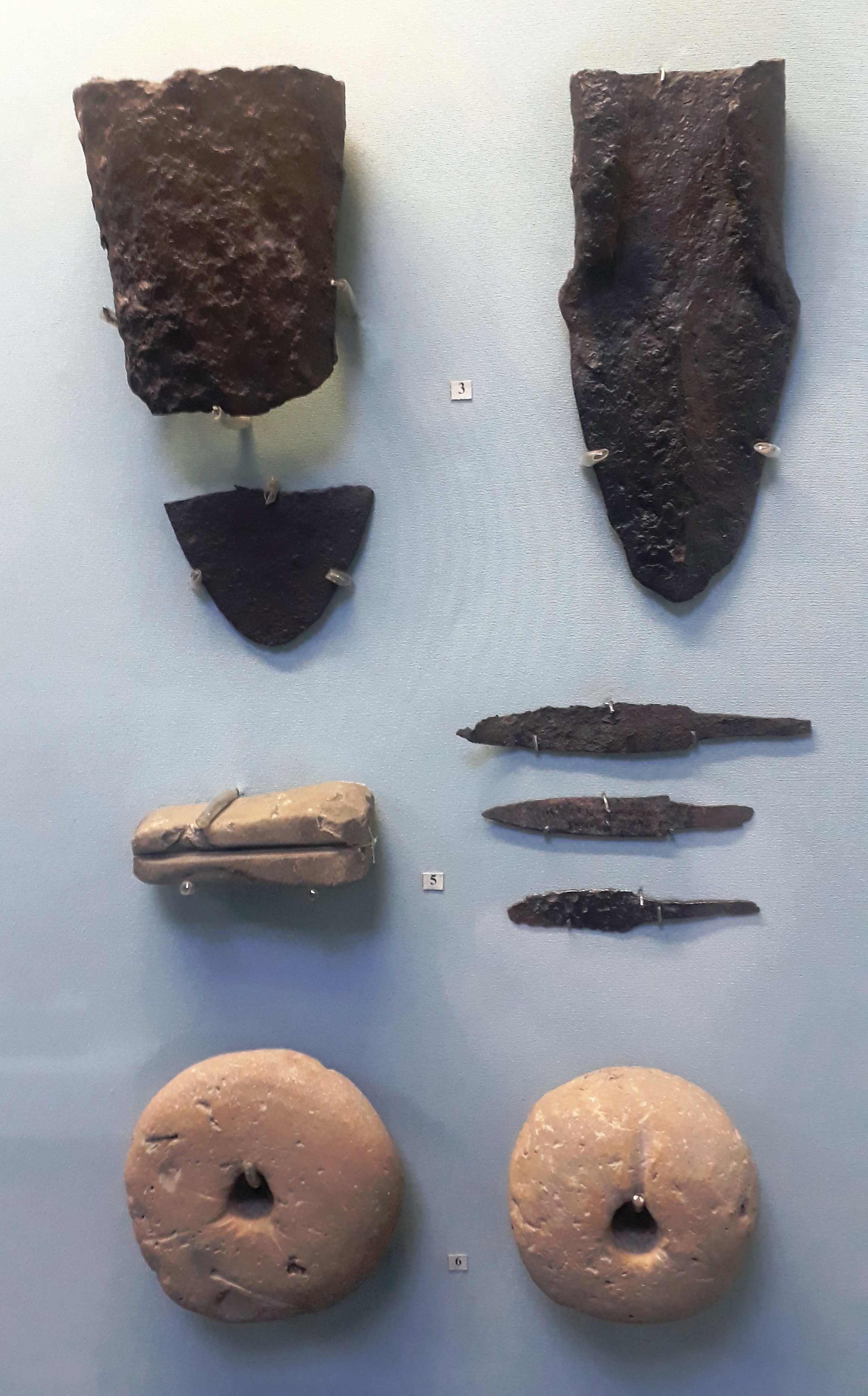
Вироби черняхівських ремісників (Національний музей історії України)

Більшість дослідників вважає, що черняхівська культура створена племенами різного етнічного походження (даки, сармати, германці, скіфи, анти або венеди), про яких згадують стародавні автори на території поширення цієї культури. Фінал Черняхівська культура був пов'язаний найправдоподібніше з навалою гунів[джерело?] в кінці IV ст., проте найпізніші пам'ятки датуються на середину V ст.
Найвідоміші пам'ятки черняхівської культури на території України: Черняхівський та Ромашківський могильники, Жуківецьке і Ягнятинське поселення.
Найдавнішою пам'яткою черняхівської культури на півдні України, є могильник Каборга, розташований на березі Березанського лиману, біля села Осетрівка Очаківського району Миколаївської області.
В період свого розквіту, який припадає на IV ст., вона обіймала більшу частину сучасних українських і молдовських земель та суміжні з ними райони Польщі, Румунії, Росії. За підрахунками Є. Махно, лише в Україні відкрито близько З тис. поселень і могильників цієї культури, де виявлено сотні жител, тисячі поховань, здійснених за обрядом трупоспалення або трупопокладення.
Всі дослідники черняхівської культури зазначають наявність спільних рис, властивих її носіям: розвинуту економіку, основою якої були землеробство та ремісництво; інтенсивний обмін з античним світом; близькість форм кераміки, виробів з металів і кістки; розміщення поселень на розлогих схилах річок та струмків; поширення безкурганних могильників. Утім існували й місцеві особливості — в поховальному обряді, кераміці, житлобудівництві, що дало підстави виділити три локальні групи черняхівських пам'яток, пов'язані з певними регіонами: Північно-Західним Причорномор'ям, межиріччям Дністра, Пруту й Дунаю, лісостеповою зоною України (В. Баран).
Відмінності матеріальної та духовної культури пояснюються неоднорідністю етнічного складу черняхівської людності, куди входили іраномовні скіфи та сармати, які переважали в Північному Причорномор'ї; фракійці — гети й даки, що мешкали в межиріччі Дунаю та Дністра, де відчувався також сарматський вплив; східнослов'янські антські племена, пов'язані з лісостеповою зоною України; готи — східногерманське плем'я, сліди перебування яких виявлено в Західній Волині, верхів'ях Південного Бугу, а також в окремих регіонах Північного Причорномор'я.
Уперше антропологічний матеріал із поховань черняхівської культури отримав у 1899 р. відомий київський археолог В. Хвойка під час розкопок могильника біля с. Черняхів на Київщині. Згодом кісткові рештки черняхівців були віднайдені також в інших некрополях України, Молдови та Польщі.

## Поселення
Поселення мають характерні особливості. Порівняно з передскіфською і скіфською добою, коли городища були укріплені, майже неприступні, громади настільки відчували себе у безпеці, що укріплення, у тому числі воєнізовані, зникають повністю: селища відкриті з усіх боків. Жоден могильник чоловічого поховання не містить меча чи іншої зброї. Це свідчить про те, що мирне життя не диктувало потреби мати зброю у потойбічному світі. Натомість його забезпечували їжею, посудом, вівцею і поруч з нею залишали ножа, аби можна було врізати собі шмат м'яса та добре поїсти. Ми не знаходимо мечів і в музейних збірках, що розповідають про цей період, відсутні згадки про зброю і в літературних пам'ятках. Напевно, у той час воїни як соціальна група не відігравали домінуючої ролі в суспільстві. Різко збільшується заселеність території. Поселення розташовані на відстані 3—5 км.
Усе це характерно для північної частини України: Київщини, Полісся, середнього Дніпра, лісової та лісостепової смуги. У степовій зоні частіше зустрічаються городища-бугри, оточені міцними стінами, глибокими ровами, а на півдні — поселення міського типу з високими кам'яними вежами, складеними з місцевого вапняку (Бизюкове городище, містечко Миколаївка та ін.).
Розрізнені угруповання створювали майже єдину топографічну нерозчленовану цілість і культурно-топологічну єдність. Це зумовлюється істотним збільшенням чисельності населення, щільністю розселення і технічним прогресом: гончарний круг, всебічний розвиток металургії, диференціація ремесел, орне хліборобство, формування товарного господарства, а також великих виробничих центрів. Наприклад, Іголом'я, злиття розчленованих племінних територій в одну спільну територію — ознаки часу. У таких самих формах ці процеси відбувались і в Центральній Європі.